# Valley Mills (Texas)
Valley Mills è un centro abitato degli Stati Uniti d'America, situato nella contea di Bosque dello Stato del Texas. Fa parte dell'area metropolitana di Waco.

## Società

### Evoluzione demografica
Secondo il censimento del 2000, c'erano 1.123 persone, 430 nuclei familiari, e 301 famiglie residenti nella città. La densità di popolazione era di 1.601,2 persone per miglio quadrato (619,4/km²). C'erano 487 unità abitative a una densità media di 694,4 per miglio quadrato (268,6/km²). La composizione etnica della città era formata dall'86,73% di bianchi, il 4,99% di afroamericani, lo 0,36% di nativi americani, lo 0,27% di asiatici, il 5,97% di altre razze, e l'1,69% di due o più etnie. Ispanici o latinos di qualunque razza erano l'8,73% della popolazione.
C'erano 430 nuclei familiari di cui il 33,3% aveva figli di età inferiore ai 18 anni, il 52,8% erano coppie sposate conviventi, l'11,9% aveva un capofamiglia femmina senza marito, e il 30,0% erano non-famiglie. Il 28,6% di tutti i nuclei familiari erano individuali e il 15,8% aveva componenti con un'età di 65 anni o più che vivevano da soli. Il numero di componenti medio di un nucleo familiare era di 2,49 e quello di una famiglia era di 3,03.
La popolazione era composta dal 27,0% di persone sotto i 18 anni, il 6,5% di persone dai 18 ai 24 anni, il 25,1% di persone dai 25 ai 44 anni, il 20,7% di persone dai 45 ai 64 anni, e il 20,7% di persone di 65 anni o più. L'età media era di 38 anni. Per ogni 100 femmine c'erano 85,3 maschi. Per ogni 100 femmine dai 18 anni in giù, c'erano 76,3 maschi.
Il reddito medio di un nucleo familiare era di 32.115 dollari, e quello di una famiglia era di 39.659 dollari. I maschi avevano un reddito medio di 35.000 dollari contro i 18.125 dollari delle femmine. Il reddito pro capite era di 15.062 dollari. Circa il 6,7% delle famiglie e il 9,3% della popolazione erano sotto la soglia di povertà, incluso il 7,7% di persone sotto i 18 anni e il 17,7% di persone di 65 anni o più.